# Čabranka
Čabranka är ett vattendrag i Kroatien.   Det ligger i länet Gorski kotar, i den centrala delen av landet, 100 km väster om huvudstaden Zagreb.